# Брајан Денехи
Брајан Менион Денехи (енгл. Brian Manion Dennehy; Бриџпорт, 9. јул 1938 — Њу Хејвен, Конектикат, 15. април 2020) био је амерички  филмски, телевизијски и позоришни глумац, продуцент и редитељ. Добитник је једног Златног глобуса, две Тони награде и добитник је шест номинација за награду Прајмтајм Еми. Добио је иницијално признање за улогу Шерифа Вила Тизла у филму Рамбо - прва крв (1982), која га је и прославила. Учествовао је у бројним филмовима, укључујући Парк Горки (1983), Силверадо (1985), Чаура (1985), ЕФ/ИКС - убиство триком  (1986), укључујући и наставак, Недоказана кривица (1990), Ромео и Јулија (1996) и Витез са пехаром (2015). Денехи је освојио награду Златни глобус за најбољег глумца у мини-серији или телевизијском филму за улогу Вилија Ломана у телевизијском филму Смрт трговачког путника заснованог на истоименом комаду Артура Милера. Учествовао је у више од 100 филмова.

## Каријера
Кад је напунио 21 годину, пријавио се у војску и служио је 4 године као маринац. Након што га је војска отпустила, уписује се на Универзитет Коламбија са стипендијом за амерички фудбал. Али онда је прешао на Јејл где је дипломирао као драмски глумац.
Денехи је изнад свега познат као драмски глумац. Већина његових улога, су улоге зликоваца, али је играо и озбиљне драмске улоге, како у позоришту, тако и на филму и телевизији.
Године 1987. освојио је награду за најбољег глумца на Међународном филмском фестивалу у Чикагу за улогу у филму Живот архитекте.